# FC Cincinnati (2018)
Football Club Cincinnati is een Amerikaanse voetbalclub uit Cincinnati, Ohio. De club speelde initieel in de USL, maar kreeg in 2018 een MLS-franchise toegewezen waarin het sinds het seizoen 2019 in de Eastern Conference uitkomt. FC Cincinnati speelt haar thuiswedstrijden in het TQL Stadium.

## Geschiedenis

### Voorheen
In augustus 2015 werd FC Cincinnati opgericht om vanaf het seizoen 2016 aan de USL deel te nemen. Het beste resultaat werd in 2018 geboekt toen de club de Eastern Conference won, maar vervolgens in de halve finale van de playoffs door New York Red Bulls II werd uitgeschakeld.

### Intrede
Het achterliggende doel van de eigenaren was al bij aanvang om deel te gaan nemen aan de Major League Soccer. Hiervoor werden al direct in 2015 onderhandelingen gestart en begin 2016 een officiële aanvraag gedaan. Op 29 mei 2018 werd FC Cincinnati officieel gepresenteerd als de nieuwste deelnemer aan de MLS. Hierdoor kwam er een eind aan de USL-club die na het seizoen 2018 werd opgeheven. In juli 2018 tekende de club haar eerste twee spelers, Fanendo Adi en Fatai Alashe. Alan Koch werd de eerste hoofdtrainer van de nieuwe MLS-club.
Op 3 maart 2019 debuteerde de club met een 4-1 nederlaag op bezoek bij Seattle Sounders. Enkele weken later, op 17 maart 2019, speelde Cincinnati haar eerste thuiswedstrijd. Onder toeziend oog van 32.350 toeschouwers werd er met 3-0 gewonnen van Portland Timbers. Door tegenvallende resultaten werd hoofdtrainer Koch al na elf wedstrijden ontslagen. Hij werd opgevolgd door Ron Jans. Jans besloot de club in februari 2020 te verlaten na vermeend racistisch taalgebruik. De prestaties onder de Nederlandse hoofdtrainer werden tevens niet toereikend geacht. Jaap Stam werd in mei 2020 aangesteld als de nieuwe hoofdtrainer van The Garys. Hij werd in september 2021 bedankt voor bewezen diensten, enkele weken nadat ook general manager Gerard Nijkamp de club had moeten verlaten.

### Eerste successen
Oud-Amerikaans international Chris Albright werd aangetrokken als de nieuwe general manager. Hij stelde voorafgaande aan het seizoen 2022 Pat Noonan aan als hoofdtrainer. In 2022 wist de club zich voor het eerst te plaatsen voor de MLS-playoffs door als vijfde te eindigen in de Conference. Brenner en Brandon Vazquez speelde een belangrijke rol in het reguliere seizoen, door gezamenlijk achttien keer te scoren. Daarnaast had Luciano Acosta een groot aandeel door een seizoensrecord van 19 assists af te leveren. In de playoffs wisten The Orange and Blue eerst af te rekenen met de New York Red Bulls, maar werd het in de daaropvolgende ronde uitgeschakeld door Philadelphia Union.
In juni 2023 evenaarde FC Cincinnati het MLS-record van meeste opeenvolgende thuisoverwinningen na een overwinning op Toronto. Op 23 september 2023 wisten ze zich door een 3-0 overwinning op Charlotte voor het eerst te plaatsen voor de CONCACAF Champion's Cup. Een week later won de club het MLS Supporters' Shield, nadat er met 2-3 werd gewonnen op bezoek bij Toronto. Enkel Los Angeles FC wist sneller een prijs te winnen na haar intrede in de competitie.

## Erelijst
- MLS Supporters' Shield

Winnaar: 2023 (1x)

## Sponsoren
| Periode    | Kledingsponsor | Shirtsponsor | Shirtsponsor mouw    |
| ---------- | -------------- | ------------ | -------------------- |
| 2015–2018  | Nike           | Toyota       | geen                 |
| 2019       | Adidas         | Mercy Health | geen                 |
| 2020       | Adidas         | Mercy Health | First Financial Bank |
| 2021–heden | Adidas         | Mercy Health | Kroger               |

## Stadion
De club speelde aanvankelijk in het Nippert Stadium. In 2018 werd het Stargel Stadium van de Cincinnati Public Schools aangekocht. Dit werd eind gesloopt en maakte plaats voor het TQL Stadium dat in 2021 in gebruik werd genomen door FC Cincinnati.

## Bekende (oud-)Orange and Blues

### Spelers
- Luciano Acosta
- Fanendo Adi
- Eric Alexander
- Austin Berry
- Brenner
- Mathieu Deplagne
- Dekel Keinan
- Roland Lamah
- Jürgen Locadia
- Haris Medunjanin
- Matt Miazga
- Przemysław Tytoń
- Victor Ulloa
- Brandon Vazquez
- Kenneth Vermeer
- Kenney Walker
- Kendall Waston
- DeAndre Yedlin

### Trainers
- John Harkes
- Ron Jans
- Jaap Stam